# 乌克兰电影学院
乌克兰电影学院（烏克蘭語：Українська кіноакадемія）是一个由乌克兰电影摄影与制作领域的专家于2017年组建的协会，旨在促进现代乌克兰电影业的发展。该学院自创建起每年都会举行“金旋风奖”电影节。

## 创办
学院每年的召集人、创办人和管理者人选都由敖德萨国际电影节推选而出。乌克兰电影学院内的所有领导层人物几乎都来自敖德萨国际电影节，其中包括2017年时任学院执行董事安娜·马楚赫（烏克蘭語：Анна Мачух，原敖德萨国际电影节市场总监）、公关总监卡捷琳娜·兹韦兹迪娜（烏克蘭語：Катерина Звєздіна，原敖德萨国际电影节公关总监）、学院监管会主席维克多利亚·提吉普科（烏克蘭語：Тігіпко Вікторія Вікторівна）、2018年任学院公关总监的泰嘉娜·符拉索娃（烏克蘭語：Тетяна Власова）和2019年任学院协调人的亚罗斯拉娃·基亚什科（烏克蘭語：Ярослава Кіяшко）等。茱莉亚·辛科维奇曾于2010年至2022年任敖德萨国际电影节总制片人，也是乌克兰电影学院的联合创始人之一。

## 历史
乌克兰电影学院于2017年2月8日由敖德萨国际电影节在乌克兰国家电影局和TASKOMBANK股份公司的支持下创办，并邀请时任乌克兰国家电影奖执行董事安娜·马楚赫担任学院执行董事；当时，学院只是一个非营利社區組織。同年2月20日，学院创办者、赞助商和合作伙伴在乌克兰第一届国家电影节期间召开了新闻发布会，首次介绍了乌克兰电影学院。4月20日，该学院的首次“金旋风奖”颁奖仪式顺利进行。
2022年2月，乌克兰电影学院发布请愿书，号召全球抵制俄罗斯电影。学院亦在欧洲委员会动议将俄罗斯从Eurimages公司的资助名单中移除，并要求欧洲电影联合制作公约将俄罗斯踢出。除此之外，学院还要求国际电影制片人协会剥夺莫斯科国际电影节的认证资格。

## 目标与活动
乌克兰电影学院最初为在国内外推广乌克兰电影业而创建。该学院还通过以下渠道为全国各地电影业提供多方面支持：
- 举办由电影领域知名人物点评各电影优缺点的活动。其中较为有名的活动之一即为一年一度的“金旋风奖”；[12]
- 举办电影节，吸引观众，并令观众了解乌克兰电影业的最新情况；[13]
- 为电影相关教育项目提供经济援助。[14]

## 学院会员
根据乌克兰电影学院有关条文，学院会员资格的认定流程完全基于自愿原则且在私人之间进行。只要申请者满足以下三个条件中的任意一个，即可被认定为学院会员：
- 1991年至今参与过至少一次长电影的制作工作，或至少参与过3次短片或纪录片；
- 文化、艺术和电影领域的知名人物，曾经对乌克兰电影业有过卓越的贡献（其中包括分销商、评论员和各大国际电影节首脑人物）；
- 乌克兰国内电影业的赞助人员或赞助公司。

电影学院的会员资格第一轮申请自2017年2月20日开放，于同年3月19日结束。在总共收到的343份申请中，共有242名乌克兰电影制作人成功通过了资格认证，加入了乌克兰电影学院。第二轮申请于2017年4月27日开始，于2018年1月15日结束。截至2019年，乌克兰电影学院已经有355名会员。

## 管理层工作
- 会员大会是乌克兰电影学院的最高管理机构；学院所有的会员都有权参与此大会。
- 执行董事主要管理电影学院每天的工作。该职位人选由电影学院监管会选举产生，任期三年。
- 监管会负责监督执行董事的工作，共由5位非学院会员人士组成；其中3位为常任理事，任期20年；其余2位由会员大会选举产生，任期2年。监管会所有成员中将选举出一位监管会主席，任期20年。[5]

管理委员会由15名成员组成，是电影学院的咨询机构。其中，有12名成员由学院大会选举产生，另外3名由监管会指派。学院委员会受管理委员会主席直接管辖，后者亦由管理委员会在其所有成员中选拔决定。米哈伊尔·伊里连科是乌克兰电影学院首位委员会主席已于2018年11月卸任；目前，担任此职的是乌克兰电影评论员沃洛基米尔·沃伊坚科（烏克蘭語：Войтенко Володимир Миколайович）。

## 标志
乌克兰电影学院标志由市场团队“Quadrate 28”基于乌克兰艺术家纳扎尔·比利克所作的“金旋风奖”标识设计。

## 延伸阅读
- 金旋风奖
- 乌克兰摄影技术